# Mittelbronn
Mittelbronn és un municipi francès, situat al departament del Mosel·la i a la regió del Gran Est. L'any 2007 tenia 675 habitants.

## Demografia

### Població
El 2007 la població de fet de Mittelbronn era de 675 persones. Hi havia 252 famílies, de les quals 48 eren unipersonals (24 homes vivint sols i 24 dones vivint soles), 72 parelles sense fills, 108 parelles amb fills i 24 famílies monoparentals amb fills.
La població ha evolucionat segons el següent gràfic:
Habitants censats

### Habitatges
El 2007 hi havia 279 habitatges, 261 eren l'habitatge principal de la família, 3 eren segones residències i 15 estaven desocupats. 232 eren cases i 47 eren apartaments. Dels 261 habitatges principals, 200 estaven ocupats pels seus propietaris, 59 estaven llogats i ocupats pels llogaters i 2 estaven cedits a títol gratuït; 7 tenien dues cambres, 28 en tenien tres, 57 en tenien quatre i 169 en tenien cinc o més. 234 habitatges disposaven pel capbaix d'una plaça de pàrquing. A 86 habitatges hi havia un automòbil i a 150 n'hi havia dos o més.

### Piràmide de població
La piràmide de població per edats i sexe el 2009 era:
| Homes | Edats   | Dones |
| ----- | ------- | ----- |
| 0     | 95 o +  | 0     |
| 0     | 90 a 94 | 0     |
| 0     | 85 a 89 | 4     |
| 0     | 80 a 84 | 0     |
| 4     | 75 a 79 | 16    |
| 16    | 70 a 74 | 12    |
| 20    | 65 a 69 | 12    |
| 20    | 60 a 64 | 32    |
| 20    | 55 a 59 | 20    |
| 20    | 50 a 54 | 20    |
| 20    | 45 a 49 | 16    |
| 24    | 40 a 44 | 28    |
| 20    | 35 a 39 | 24    |
| 28    | 30 a 34 | 16    |
| 20    | 25 a 29 | 28    |
| 12    | 20 a 24 | 28    |
| 16    | 15 a 19 | 32    |
| 12    | 10 a 14 | 20    |
| 16    | 5 a 9   | 16    |
| 12    | 0 a 4   | 8     |

## Economia
El 2007 la població en edat de treballar era de 454 persones, 345 eren actives i 109 eren inactives. De les 345 persones actives 312 estaven ocupades (182 homes i 130 dones) i 33 estaven aturades (7 homes i 26 dones). De les 109 persones inactives 33 estaven jubilades, 39 estaven estudiant i 37 estaven classificades com a «altres inactius».

### Ingressos
El 2009 a Mittelbronn hi havia 258 unitats fiscals que integraven 649 persones, la mediana anual d'ingressos fiscals per persona era de 18.469 €.

### Activitats econòmiques
Dels 15 establiments que hi havia el 2007, 1 era d'una empresa extractiva, 2 d'empreses alimentàries, 1 d'una empresa de fabricació de material elèctric, 3 d'empreses de construcció, 1 d'una empresa de comerç i reparació d'automòbils, 1 d'una empresa de transport, 1 d'una empresa d'hostatgeria i restauració, 1 d'una empresa financera, 2 d'empreses de serveis, 1 d'una entitat de l'administració pública i 1 d'una empresa classificada com a «altres activitats de serveis».
Dels 4 establiments de servei als particulars que hi havia el 2009, 1 era una oficina bancària, 2 fusteries i 1 perruqueria.
Dels 2 establiments comercials que hi havia el 2009, 1 era una botiga de menys de 120 m² i 1 una fleca.
L'any 2000 a Mittelbronn hi havia 11 explotacions agrícoles que ocupaven un total de 324 hectàrees.

## Equipaments sanitaris i escolars
El 2009 hi havia una escola elemental.

## Poblacions més properes
El següent diagrama mostra les poblacions més properes.